# Epyris niwoh
Epyris niwoh  (лат.) — вид мелких ос рода Epyris из семейства Bethylidae. Восточная Азия: Южная Корея, Япония.

## Описание
Мелкие бетилоидные осы чёрного цвета с коричневыми отметинами, длина около 4 мм. Отличается от близких видов (Epyris aequalis) коричневой окраской лапок и части усиков, скутеллярными ямками, отделёнными друг от друга более чем на 2,1 × максимального их диаметра; проподеальный диск с тремя сублатеральными килями; мандибулы с 5 апикальными зубцами; длина пронотального диска равна 0,7 своей ширины. Нижнечелюстные щупики состоят из 6, а нижнегубные — из 3 члеников (формула щупиков: 6,3). Усики самок и самцов 13-члениковые. Боковые доли клипеуса редуцированы, передний край наличника выступающий. Предположительно, как и другие виды своего рода паразитоиды личинок насекомых, в основном, почвенных жуков чернотелок Tenebrionidae.
Вид был впервые описан в 2006 году японским энтомологом Мамору Тераямой (Mamoru Terayama; Laboratory of Applied Entomology, Токийский университет, Токио, Япония), а его валидный статус был подтверждён в ходе ревизии, проведённой в 2011 году корейскими гименоптерологами Jongok Lim (Division of Forest Biodiversity, Korea National Arboretum, Пхочхон, Кёнгидо, Южная Корея) и Seunghwan Lee (Research Institute for Agriculture and Life Sciences, College of Agriculture and Life Sciences, Yeungnam University, Daehak, Gwanak, Сеул, Южная Корея).